# 圣让德巴鲁
圣让德巴鲁（法語：Saint-Jean-de-Barrou，法語發音：[sɛ̃ ʒɑ̃ də baʁu] ⓘ）是法国奥德省的一个市镇，属于纳博讷区。

## 地理
圣让德巴鲁（42°57'27"N, 2°50'24"E）面积7.61 平方千米，位于法国奧克西塔尼大區奥德省，该省份为法国南部沿海省份，北起塔恩省，西北接上加龙省，西接阿列日省，南至东比利牛斯省，东临地中海，东北与埃罗省接壤。
与圣让德巴鲁接壤的市镇（或旧市镇、城区）包括：迪尔邦科比耶尔、昂布尔和卡斯泰尔莫尔、弗赖塞代科尔比埃、科比耶尔新城。

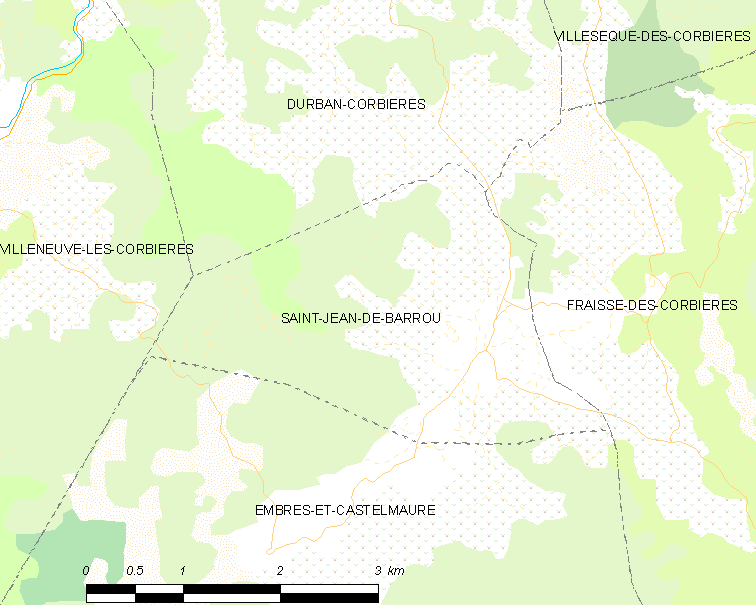
圣让德巴鲁的OSM定位图

圣让德巴鲁的时区为UTC+01:00、UTC+02:00（夏令时）。

## 行政
圣让德巴鲁的邮政编码为11360，INSEE市镇编码为11345。

## 政治
圣让德巴鲁所属的省级选区为莱科比耶尔县。

## 人口

1962-2008年间圣让德巴鲁人口变化图示

圣让德巴鲁于2022年1月1日时的人口数量为269人。